# Marcelo Ríos
Marcelo Andrés Ríos Mayorga (født 26. december 1975 i Santiago, Chile) er en pensioneret chilensk tennisspiller, der blev professionel i 1994, og stoppede karrieren i 2004. Han har igennem sin karriere vundet 18 single- og 1 doubletitel, og hans højeste placering på ATP's verdensrangliste er en 1. plads, som han opnåede i marts 1998, og besad i seks uger.

## Grand Slam
Ríos' bedste Grand Slam-resultat i singlerækkerne kom ved Australian Open i 1998, hvor han spillede sig frem til finalen. Her tabte han dog klart i tre sæt til tjekken Petr Korda.